# Experimentul Eötvös
Experimentul Eötvös a fost un experiment de fizică celebru care a măsurat corelarea dintre masa gravitațională și masa inerțială, demonstrând că acestea erau identice, un lucru bănuit până atunci, dar nedemonstrat cu aceeași acuratețe. Primele experimente au fost făcute de Isaac Newton, și îmbunătățite de Friedrich Wilhelm Bessel. Un experiment mult mai exact folosind o balanță de torsiune a fost efectuat de Loránd Eötvös începând cu 1885, cu îmbunătățiri ulterioare între 1906 și 1909, urmat apoi de experimente mult mai precise efectuate de echipa sa, experimente care au demonstrat toate echivalența masei. De asemenea, aceste experimente au dus la înțelegerea modernă a principiului echivalenței din cadrul relativității generale, care afirmă că masele gravitațională și inerțială sunt aceleași. 
Aparatul primului experiment al lui Loránd Eötvös a constat din două mase atașate la capetele unei tije, atârnată de un fir. O oglindă atașată tijei, sau fibrei, reflecta lumina într-un telescop mic. Cele mai mici schimbări în rotația tijei determina raza de lumină să fie deviată, care apoi ar putea cauza o schimbare perceptibilă la telescop. 
Două forțe primare (în afara tensiunii neglijabile a firului), văzute din cadrul referențial al Pământului (laboratorului) acționează aici: gravitația și forța centrifugă cauzată de rotația Pământului (cadru de referință ne-inerțial). Gravitația a fost calculată folosind legea atracției universale a lui Newton, care depinde de masa gravitațională. Forța centrifugă a fost calculată din legile lui Newton ale mișcării, depinzând de masa inerțială. 
Experimentul a fost aranjat astfel încât dacă cele două tipuri de masă ar fi diferite, cele două forțe ar acționa în mod diferit asupra corpurilor, iar tija s-ar fi rotit în timp. Asupra unei mase care atârna de un fir staționar în cadrul terestru, tensiunea firului împreună cu forța centrifugă (mai mică) și greutatea se anulau reciproc, în timp ce, văzut dintr-un cadru ne-rotator, suma tensiunii și greutății acționau ca o forță centripetă pentru a roti obiectul atârnat odată cu Pământul.
Pentru ca tija să fie în repaus în cadrul laboratorului, forțele de reacțiune pe tijă a tensiunilor care acționează asupra fiecărui corp trebuie să creeze un moment al forțelor nul (singurul grad de libertate este cel al rotației în plan orizontal). Presupunând că sistemul a fost constant în stare de repaus — aceasta însemnând echilibru mecanic (forțele și momentele rezultate nule) — cu cele două corpuri agățate de asemenea în repaus, dar cu forțe centrifuge diferite asupra lor și creând prin urmare momente diferite pe tijă prin forțele de reacțiune la tensiuni, tija s-ar roti în mod spontan, în contradicție cu presupunerea noastră că sistemul este în repaus. Deci, sistemul nu poate exista în această stare; orice diferență între forțele centrifuge asupra celor două corpuri va antrena tija în rotație.